# Enock Kwateng
Enock Kwateng (Mantes-la-Jolie, 30 april 1997) is een Frans voetballer van Ghanese komaf die doorgaans als centrale verdediger speelt. Hij verruilde Nantes in 2019 voor Girondins Bordeaux.

## Clubcarrière
Kwateng werd geboren in Mantes-la-Jolie en speelde in de jeugd bij FC Mamtes en Nantes. Op 15 augustus 2015 debuteerde hij in de Ligue 1 in de uitwedstrijd tegen Angers SCO. Hij viel na 79 minuten in voor Olivier Veigneau. Op 20 januari 2016 speelde de verdediger zijn tweede wedstrijd voor Nantes in de bekercompetitie tegen zijn ex-club Mantes. Op 14 mei 2016 mocht Kwateng op de laatste speeldag van het seizoen 2015/16 invallen tegen Paris Saint-Germain. In 2019 transfereerde Kwateng naar Girondins Bordeaux.

## Interlandcarrière
In juli 2016 won Kwateng met Frankrijk –19 het Europees kampioenschap voor spelers onder 19 jaar in Duitsland. In de finale werd Italië –19 met 4–0 verslagen. Kwateng speelde twee wedstrijden op het toernooi. Verder kwam hij uit voor Frankrijk –16, –17, –18 en –20.